# رولف كليمنس فاغنر
رولف كليمنس فاغنر (بالألمانية: Rolf Clemens Wagner)‏ هو ضابط شرطة ‏ ألماني، ولد في 30 أغسطس 1944 في Vrchlabí ‏ في التشيك، وتوفي في 11 فبراير 2014 في بوخوم في ألمانيا.